# Telostylinus dahli
Telostylinus dahli är en tvåvingeart som beskrevs av Günther Enderlein 1922. Telostylinus dahli ingår i släktet Telostylinus och familjen Neriidae. Inga underarter finns listade i Catalogue of Life.